# Византийско-венецианский мирный договор (1285)
Византийско-венецианский договор 1285 г. — соглашение между Византийской империей и Венецианской республикой, восстановившее мирные отношения между двумя державами.

## Предыстория
У Венеции были сложные отношения с византийцами после отвоевания ими Константинополя в 1261 году, но договоры 1268 и 1277 годов позволили венецианцам вести прибыльную торговлю в Византии в обмен на непреминение мощного венецианского флота. Ситуация изменилась в 1281 году, когда Венеция вместе с правителем Фессалии Иоанном II Дукой и сербским царём Стефаном Урошем II встала на сторону неаполитанского короля Карла I Анжуйского в его замыслах против византийцев. После начала Сицилийской вечерни в 1282 году амбициям Карла захватить Константинополь был нанесен смертельный удар; в 1283 году из-за экономических проблем после исключения из торговли и перевозки зерна из Чёрного моря Венеция начала переговоры о заключении договора с новым византийским императором Андроником II Палеологом.

## Договор
После долгих споров договор был заключен в июне 1285 года в Константинополе и вскоре после этого ратифицирован в Венеции. Он повторял условия двух предыдущих договоров, часто дословно, но имел гораздо более длительный срок действия — десять лет.
Следующие пункты:
- восстанавливалось право венецианцев на торговлю с прямым выходом к Чёрному морю,
- право иметь кварталы в Константинополе и Фессалониках,
- Венеция признаёт права Генуи в Византии,
- Венеция и Византия обязуются не вступать в союзы с враждебными друг другу державами.

В рамках договора Андроник заплатил единовременную сумму, чтобы удовлетворить требования Венеции о компенсации за нарушения предыдущих договоров. После заключения договора император распустил византийский флот, что имело катастрофические долгосрочные последствия.
Мир между Венецией и византийцами продлился до начала Корчульской войны против Генуи, когда венецианцы напали на генуэзцев в византийских водах, втянув Византию в войну. Только в 1302 году был заключен ещё один договор, положивший конец конфликту.